# Улієш (комуна)
Улієш (рум. Ulieș) — комуна у повіті Харгіта в Румунії. До складу комуни входять такі села (дані про населення за 2002 рік):
- Ігіу (76 осіб)
- Васілень (37 осіб)
- Дая (278 осіб)
- Ніколешть (173 особи)
- Обренешть (6 осіб)
- Петеку (319 осіб)
- Улієш (328 осіб) — адміністративний центр комуни
- Яшу (56 осіб)

Комуна розташована на відстані 208 км на північ від Бухареста, 46 км на захід від М'єркуря-Чука, 140 км на південний схід від Клуж-Напоки, 68 км на північний захід від Брашова.

## Населення
За даними перепису населення 2002 року у комуні проживали 1273 особи.
Національний склад населення комуни:
| Національність | Кількість осіб | Відсоток |
| -------------- | -------------- | -------- |
| угорці         | 1255           | 98,6%    |
| румуни         | 12             | 0,9%     |
| цигани         | 6              | 0,5%     |

Рідною мовою назвали:
| Мова      | Кількість осіб | Відсоток |
| --------- | -------------- | -------- |
| угорська  | 1260           | 99,0%    |
| румунська | 13             | 1,0%     |

Склад населення комуни за віросповіданням:
| Релігія                             | Кількість осіб | Відсоток |
| ----------------------------------- | -------------- | -------- |
| реформати                           | 1021           | 80,2%    |
| римо-католики                       | 187            | 14,7%    |
| унітарії                            | 31             | 2,4%     |
| православні                         | 12             | 0,9%     |
| баптисти                            | 3              | 0,2%     |
| греко-католики                      | 2              | 0,2%     |
| лютерани (Аугсбурзького сповідання) | 1              | 0,1%     |
| не релігійні                        | 1              | 0,1%     |